# Castell de Picalquers
El Castell de Picalquers o Torre dels Lleons és un edifici situat entre la plaça de Doña Carolina i el carrer dels Lleons, al barri de Ciutat Diagonal d'Esplugues de Llobregat, catalogat com a bé cultural d'interès nacional. A l'edat mitjana, constituïa una quadra senyorial que s'estenia pel vessant sud-occidental de la muntanya de Sant Pere Màrtir, i actualment, hi ha restaurant.

## Història
Els Picalquers són documentats a Esplugues des de mitjan segle xii, i el 1325, Guillemina, vídua de Ramon de Picalquers, va vendre a Pere Terré, ciutadà de Barcelona, la propietat amb la seva fortalesa, cases, honors i possessions. El 1649, Eugènia Terré donà la torre, amb els censos, les terres i altres drets que incloïen l'hostal de la parròquia, al seu nebot Josep d'Ardena (1611-1677), senyor de Darnius. El 1706, les tropes borbòniques que assetjaven Barcelona malmeteren la torre, que els austriacistes havien confiscat al comte de Darnius, però fou reparada tot seguit.
Ja al segle xx, la finca fou adquirida per Jacint Esteva i Fontanet (†1954), i el seu fill Jacint Esteva Vendrell (pare de Jacint Esteva Grewe) hi va promoure la urbanització Ciutat Diagonal.

## Descripció
És una casa-torre amb celler semisoterrani. El cos central, més alt que els laterals, té coberta a quatre aigües i està format per planta baixa, pis i golfes. El pis s'obre a l'exterior mitjançant un balcó de llinda i barana de ferro, al peu de la qual s'hi troben dos lleons de pedra. Damunt la llinda hi ha un relleu d'un cap romà, possible resta d'una obra anterior. L'obra és de maçoneria de pedra, paviments i voltes de ceràmica, i els pilars de pedra o rajoles.
A banda i banda de l'escala d'accés de la façana de migdia, al carrer d'Apel·les Mestres, hi ha sdos pedestals romans. Es tracta de dos blocs de marbre de volum rectangular que descansen sobre d'una estructura de totxo i morter i foren realitzats per a servir de suport de dos pedestals funeraris amb inscripcions en llatí; foren restaurats el juny del 2016.